# Dictyophara longirostrata
Dictyophara longirostrata är en insektsart som beskrevs av Kato 1933. Dictyophara longirostrata ingår i släktet Dictyophara och familjen Dictyopharidae. Inga underarter finns listade i Catalogue of Life.